# Yael Yuzon
Yael Yuzon es un cantante, músico y compositor filipino, vocalista de la agrupación Sponge Cola. Nació el 22 de noviembre de 1983, además es hermano de Yani Yuzon, otro competidor de la Pinoy Superstar. Su impresionante voz tiene mucha improvisación, y junto con Erwin Armovit, Gosh Dilay y Chris, compartá en el canto, que creaban una verdadera música para Pinoy. En año 2004, Yael y su banda han publicado su álbum debut titulado Palabas, y era realmente un gran éxito, la gente no puedía esperar a tener entre sus manos sobre su reciente álbum que contienen canciones que son realmente sobre los gráficos en golpes. Esto allanó el camino a la fama y la popularidad de la banda, gracias a su talento ya que compitió y ganó varios reconocimientos. 

## Discografía

### Álbumes

#### ConSponge Cola
- Palabas (2004)
- Tránsito (2006)
- Cola esponja (2008)

### EP
- Sponge Cola EP (2003)
- Tambay EP (2011)

### Colaboraciones
- Super Size Rock (2003)
- Tunog Acoustic 3 (2004)
- Ultraelectromagneticjam: The Music of The Eraserheads (2005)
- Kami nAPO muna (2006)
- Super! The Biggest OPM Hits Of The Year (2006)
- Pinoy Biggie Hits Vol. 2 (2006)
- Kami nAPO Muna Ulit (2007)
- Palabas: Best of OPM TV Themes (20007)
- Astig...The Biggest Band Hits (2008)

### Singles
- Los Lunes
- KLSP
- Gemini
- Jeepney
- Nakapagtataka (Original de Hiking Society APO)
- Pare Ko (original de Eraserheads)
- Bitiw
- Tuliro
- Tuloy Pa Rin
- Saan Na Nga Ba'ng barkada (Original de Hiking Society APO)
- Película
- Pasubali
- Puso
- Ayt!
- Di Na Mababawi
- Wala Kang Katulad
- Makapiling Ka
- Tambay
- Regal
- Kay Tagal K

### Otras canciones
- Crazy For You
- Noche de Paz (de la primera temporada del primer de álbum de Sonrisas)
- Intecept (de Nivel Superior! The Album)
- Tuloy Pa Rin (de Pedro Penduko En Ang Mga Engkantao)
- Más cerca de usted y yo (BSO de CloseUp Lovapalooza 2009)